# Rittergut Stemmen

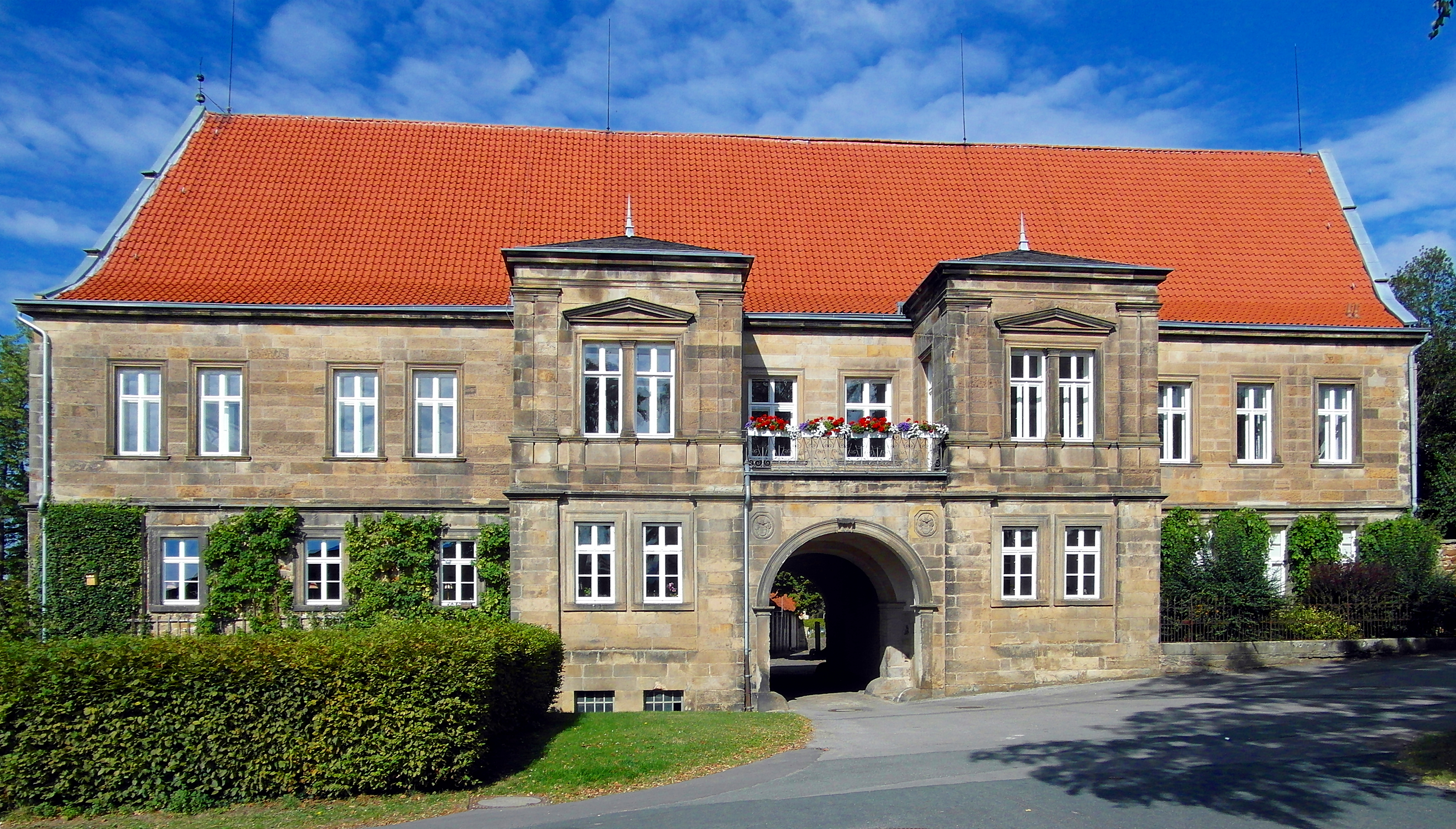
Herrenhaus des Ritterguts Stemmen

Das Rittergut Stemmen im Ortsteil Stemmen der Stadt Barsinghausen (Niedersachsen) entstand Anfang des 17. Jahrhunderts. Heute steht das denkmalgeschützte und landwirtschaftlich genutzte Gebäudeensemble im Besitz der Familie von Rössing.

## Geschichte

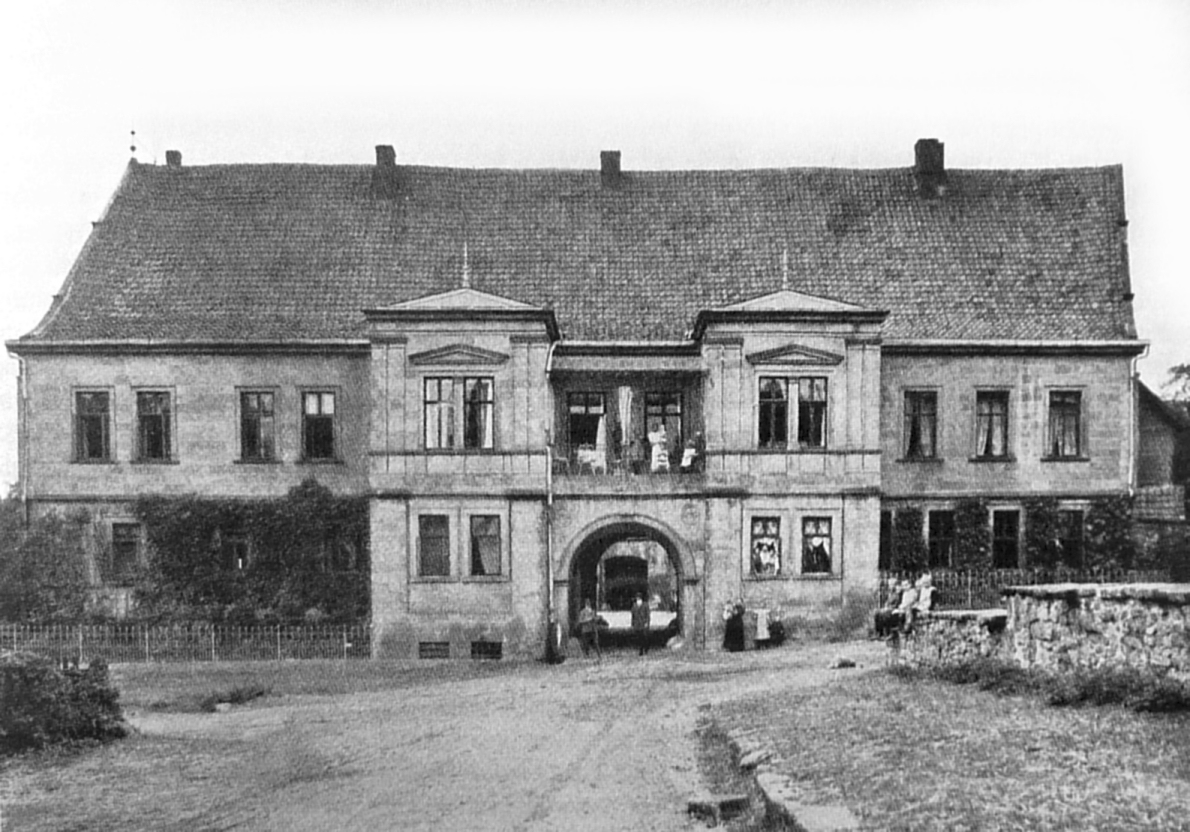
Das Herrenhaus 1912

Die Gutsanlage liegt nördlich der B 65 am Fuße des Stemmer Bergs. Auf der Trasse der Bundesstraße verlief im Mittelalter der Hellweg vor dem Santforde, eine Handelsstraße, die Hildesheim und Braunschweig mit den Städten Westfalens verband. Im Jahr 1258 erwarb das Kloster Mariensee im Dorf Stemmen einen Meierhof. Diesen Hof und einen weiteren Hof erwarb 1619 der Landdrost Arndt von Wobersnow und vereinte sie. Dem neu geschaffenen Hof verlieh Herzog Friedrich Ulrich die Privilegien eines Ritterguts. Es hatte das Patrimonialrecht über die Schule und die Kirche inne. Die Bauern des Dorfes gehörten grundherrschaftlich nicht zum Gut.
Nach dem Dreißigjährigen Krieg verlieh Herzog Georg Wilhelm am 5. November 1652 dem Landrentmeister Christoph Blume, der das Gut unterdessen erworben hatte, das Patronatsrecht über die Stemmener Pfarre und die Schule.
Die Erben von Blomes Sohn Friedrich Ulrich von Blum verkauften das Stemmener Gut 1671 an den Hofrichter und Schatzrat Ernst Friedrich von Reden, den Vater des Oberhofmarschalls Franz Johann von Reden.
Die Familie von Reden behielt das Gut bis 1795. In den Besitz des Gutes kamen dann die von Rössing, als Curt Hildebrand Freiherr von Rössing die Tochter des Vorbesitzers und königlich preußischen Landesökonomierats Friedrich von Kaufmann (1822–1895) geheiratet hatte. Seit 1877 leitete der Freiherr von Rössing die Bewirtschaftung des Gutes.
1838 wollte der hannoversche König Ernst August I. das Rittergut erwerben. Wegen eines zu hohen Kaufpreises nahm er 1843 von seinen Erwerbsabsichten Abstand. In den 1850er Jahren gab es erneute Kaufabsichten eines hannoverschen Königs. Georg V. suchte sich zunächst als Platz zum Errichten einer Sommerresidenz das Rittergut aus, dessen Inhaber einen Verkauf ablehnte.

## Beschreibung

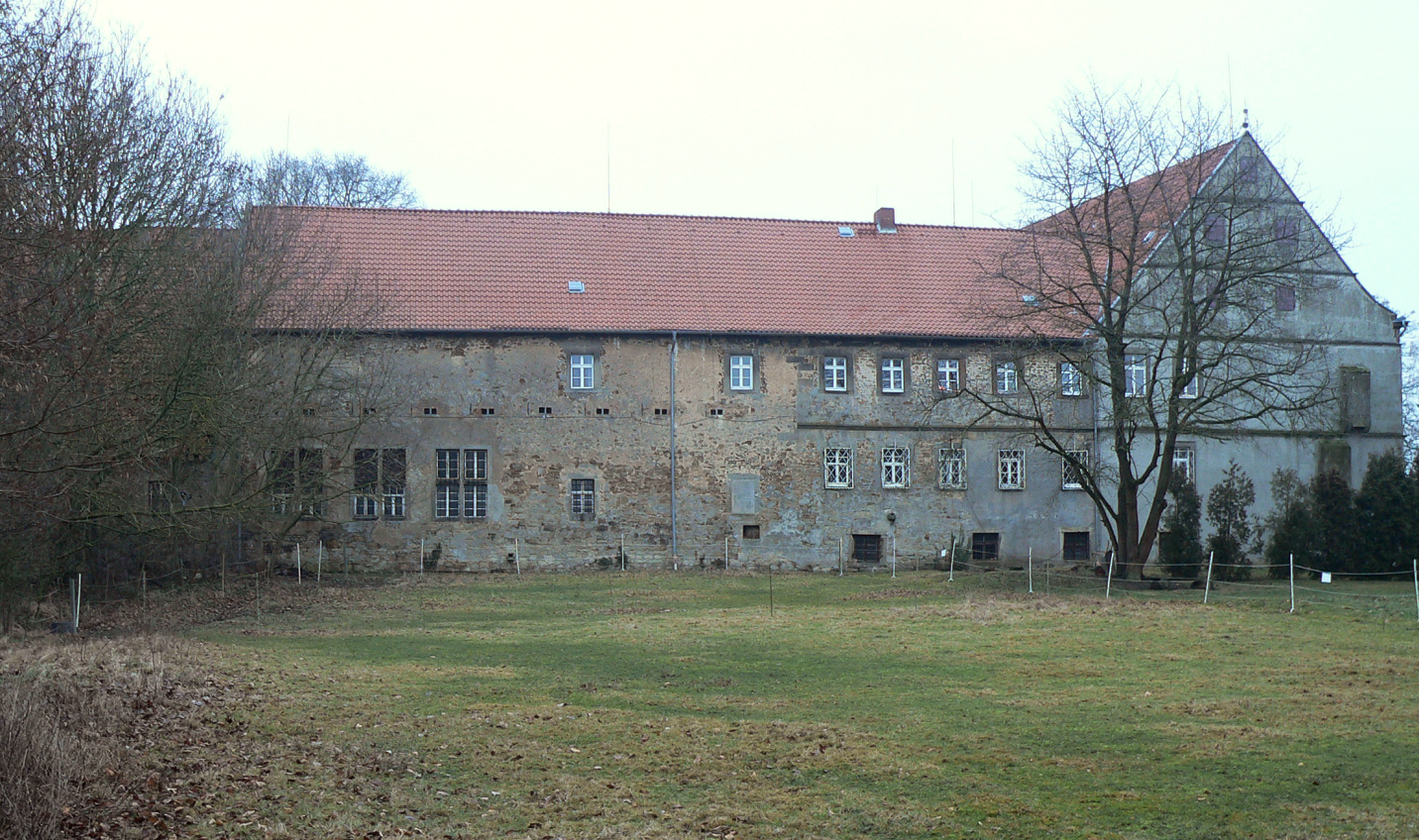
Seitenflügel des Herrenhauses

Das Rittergut Stemmen verfügt über ein repräsentatives Herrenhaus, dessen Entstehung als Fachwerkhaus in der Zeit um 1560 vermutet wird. Der Altan als Gebäudevorbau ist auf das Jahr 1672 datiert. Das ursprüngliche Fachwerk des zweigeschossigen Gebäudes wurde 1875 durch Sandsteinquader ersetzt. Die großräumige Gutsanlage ist von einer Sandsteinmauer eingefasst und besteht aus Wohn- und Wirtschaftsgebäuden sowie Gärten und parkähnlichen Flächen. Den Zugang zur Gutsanlage bildet ein Torbogen im Herrenhaus, durch den der rechteckige Wirtschaftshof erreichbar ist. Der dreiflüglige Herrenhauskomplex besteht auf der Süd- und Westseite aus Wohnflügeln und auf der Ostseite aus einem Wirtschaftsgebäude. In Richtung Norden liegen weitere Wirtschaftsgebäude und -flächen des Gutes, darunter Stallgebäude, Scheunen und die ehemalige Mühle. Südlich des Herrenhauses gehören einige, außerhalb der Umfassungsmauer gelegene Gebäude zum Gut. Dazu zählen der ehemalige Schafstall, eine Scheune, das ehemalige Försterhaus und ein Landarbeiterhaus. Diese Bauten stammen aus dem 19. Jahrhundert.

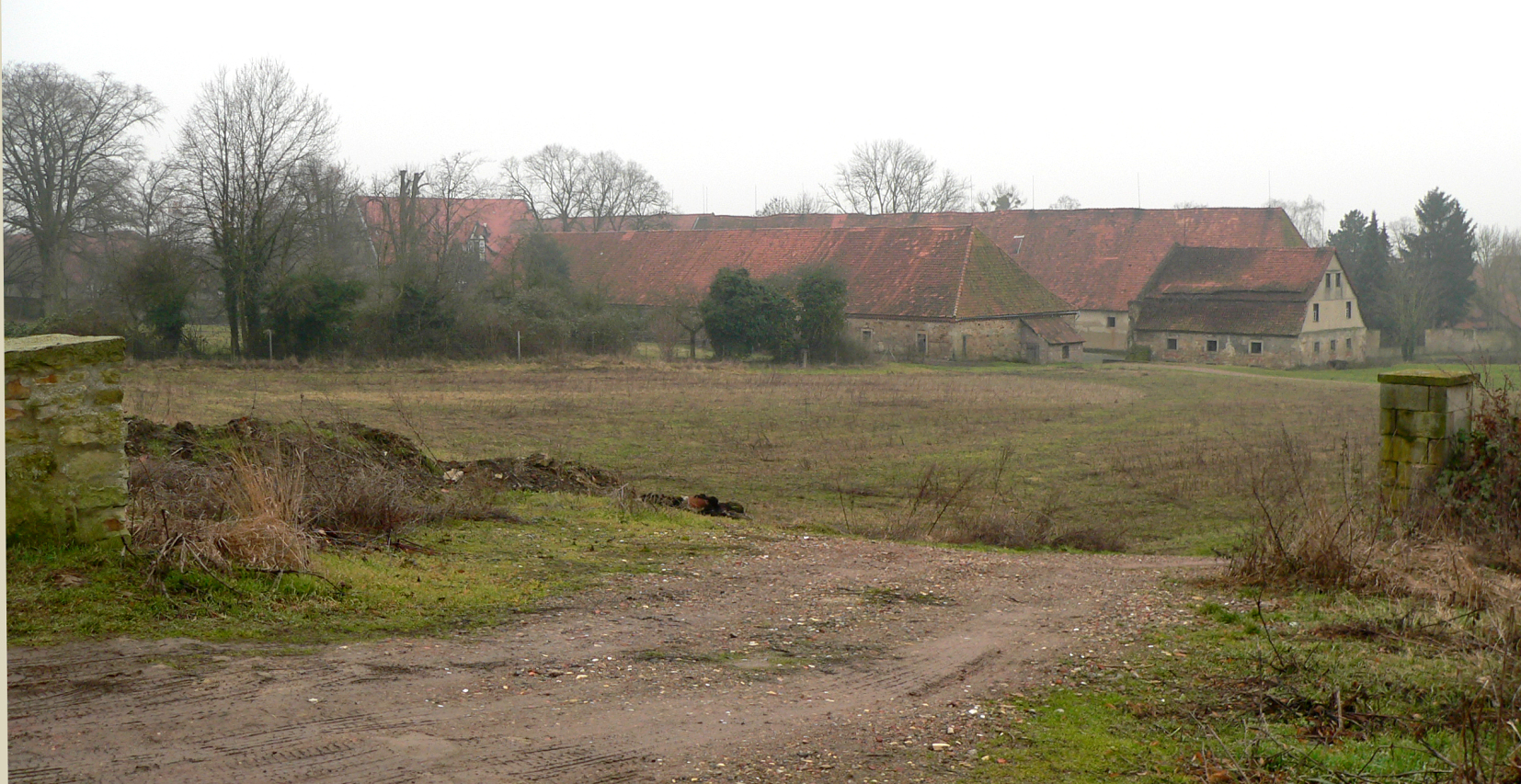
Wirtschaftsgebäude

In den Jahren 1963 und 1999 kam es zu aufwendigen Renovierungsarbeiten der Gutsanlage. Heute steht sie unter Denkmal- und Ensembleschutz. Genutzt wird sie als landwirtschaftlicher Betrieb und ist zum Teil privat bewohnt. Es finden Führungen über das Gut statt und es werden Festveranstaltungen durchgeführt, darunter ein Kartoffel- und Weinfest. Es erinnert an Elias Friedrich Schmersahl, der von 1746 bis 1755 Gemeindepastor in Stemmen war, und in der Gegend die Kartoffeln als Speise bekannt machte.